# 1811 Bruwer
Az 1811 Bruwer (ideiglenes jelöléssel 4576 P-L) a Naprendszer kisbolygóövében található aszteroida. Cornelis Johannes van Houten, Ingrid van Houten-Groeneveld és Tom Gehrels fedezte fel 1960. szeptember 24-én.